# USS Mississippi (1841)
USS Mississippi byla parní kolesová fregata, jedna z prvních parních lodí amerického námořnictva.
Byla postavena v pensylvánské loděnici válečného námořnictva. Byla vyrobena za dřeva a měla barkové oplachtění. Jako výzbroj sloužila na palubě dvě děla ráže 254 mm a dalších 19 203mm děl.

## Služba
Mezi léty 1845 až 1847 byla vlajkovou lodí Západoindické eskadry (West Indian Squadron, Západní Indie bylo pojmenování pro Karibik) pod velením komodora Matthewa Perryho. Poté působila v letech 1849 až 1851 ve Středozemním moři. Byla součástí Perryho mise do Japonska z roku 1852, která měla za cíl otevřít tuto zemi pro obchod. Na Dálném východě zůstala, kromě zastávky v USA kvůli údržbě (1855 až 1856), až do roku 1860. Účastnila se zde například společného britsko-francouzského ostřelování čínské pevnosti Taku z června 1859. Ve stejném roce v srpnu vylodila oddíl námořní pěchoty v Šanghaji.
Do USA se vrátila v roce 1860. Za americké občanské války byla v červnu 1861 vyslána blokovat Key West. V dubnu 1863 se účastnila proniknutí floty Unie na řeku Mississippi, přičemž u New Orleans potopila CSS Manassas. Poté se plavila od New Orleans za Port Hudson, ale najela na dno a byla zaměřena pevnostní baterií. Pod palbou se nepodařilo kapitánovi loď zprovoznit a vydal proto rozkaz loď zapálit. Zahynulo 64 členů posádky.